# Neoporteria
Neoporteria là một chi nhện trong họ Amaurobiidae.